# Niandoma
Niandoma (ros. Няндома) – miasto w północnej Rosji, na terenie obwodu archangielskiego, w rejonie niandomskim, w północno-wschodniej  Europie, nad rzeką Niandoma.
Miejscowość została założona w 1898 r., prawa miejskie od 1939 r.
Miasto liczy 22.390  mieszkańców (1 stycznia 2005 r.) Liczba ta w ostatnich latach spada: w 1989 r. w miejscowości zamieszkiwało 24.826 osób.
Niandoma jest lokalnym centrum przemysłu kolejowego. W miejscowości istnieją także zakłady mięsne i drobiarskie oraz przemysł drzewny.